# Mittelmeerspiele 1959
Die Mittelmeerspiele 1959 (offiziell: III. Mittelmeerspiele) fanden vom 11. bis 23. Oktober 1959 in der libanesischen Hauptstadt Beirut statt.

## Teilnehmende Nationen
Es nahmen elf Nationen teil, die insgesamt 792 Athleten (ausschließlich Männer) entsandten. Die Anzahl der Teilnehmer ist in Klammern angegeben.
- Frankreich (66)
- Griechenland (69)
- Italien (55)
- Libanon (180)
- Malta (2)
- Marokko (14)
- Spanien (83)
- Tunesien (28)
- Türkei (91)
- Vereinigte Arabische Republik (162)
- Jugoslawien (42)

## Sportarten und Wettbewerbe
Das Programm der dritten Mittelmeerspiele umfasste 16 Sportarten mit 106 reinen Männerwettbewerben. Die Zahl in Klammern neben der Sportart gibt die Anzahl der Medaillenwettbewerbe pro Sportart an.
- Basketball (1)
- Boxen (10)
- Fechten (6)
- Fußball (1)
- Gewichtheben (7)
- Leichtathletik (23)
- Radsport (6)
- Reitsport (6)
- Ringen (16)
- Schießen (9)
- Schwimmen (8)
- Segeln (1)
- Turnen (8)
- Volleyball (1)
- Wasserball (1)
- Wasserspringen (2)

## Medaillenspiegel
| Platz  | Land                          | Gold | Silber | Bronze | Gesamt |
| ------ | ----------------------------- | ---- | ------ | ------ | ------ |
| 01     | Frankreich                    | 26   | 27     | 16     | 69     |
| 02     | Vereinigte Arabische Republik | 23   | 21     | 30     | 74     |
| 03     | Türkei                        | 13   | 8      | 1      | 22     |
| 04     | Italien                       | 12   | 5      | 4      | 21     |
| 05     | Jugoslawien                   | 11   | 9      | 8      | 28     |
| 06     | Griechenland                  | 8    | 9      | 13     | 30     |
| 07     | Spanien                       | 5    | 12     | 12     | 29     |
| 08     | Libanon                       | 3    | 10     | 17     | 30     |
| 09     | Tunesien                      | 3    | 2      | 1      | 6      |
| 10     | Marokko                       | 2    | 3      | 2      | 7      |
| Gesamt | Gesamt                        | 106  | 106    | 104    | 316    |